# Parlementsverkiezingen in het Protectoraat Beetsjoeanaland (1965)
De parlementsverkiezingen in Beetsjoeanaland van 1965 vonden op 1 maart plaats. Het waren de eerste verkiezingen op basis van algemeen kiesrecht en de laatste verkiezingen voor het protectoraat Beetsjoeanaland in september 1966 onder de naam Botswana onafhankelijk werd. De verkiezingen werden overtuigend gewonnen door de Bechuanaland Democratic Party (BDP) van Seretse Khama die 28 van de 31 zetels veroverde. Na de verkiezingen werd Khama benoemd tot minister-president van Bechuanaland en na de onafhankelijkheid in 1966 werd hij president van Botswana.

## Nationale Vergadering
Het aantal kiesgerechtigden bedroeg 188.950 waarvan er 140.858 (74,55%) hun stem uitbrachten. Naast de 31 verkozenen, werden nog 4 indirect gekozenen aan het parlement toegevoegd.
| Partij                 | Partij                          | Zetels  | %      |
| ---------------------- | ------------------------------- | ------- | ------ |
|                        | Bechuanaland Democratic Party   | 28      | 80,40  |
|                        | Bechuanland People's Party      | 3       | 12,10  |
|                        | Bechuanaland Independence Party | 0       | 4,60   |
|                        | Overige partijen                | 0       | 0,80   |
| Totaal                 | Totaal                          | 31      | 100,00 |
| Opkomst                | Opkomst                         | 140.858 | 74,55  |
| Bron: Ramsay e.a., AED |                                 |         |        |

Algemene en regionale verkiezingen: 1965 · 1969 · 1974 · 1979 · 1984 · 1989 · 1994 · 1999 · 2004 · 2009 · 2014 · 2019 ·  2024

Referenda: 1987 · 1997 · 2001